# Sant’Anna dei Lombardi
A Sant’Anna dei Lombardi egy nápolyi templom és kolostor (Via Caravita Tommaso).

## Története
Eredeti nevén Santa Maria di Monteoliveto („Olajfák hegyei Szűz Mária”). 1411-ben alapította Durazzói László nápolyi király. A mai neve az 1800-as évekből származik, amikor IV. Ferdinánd nápolyi király engedélyezte a Lombard Testvériség megtelepedését a városban a Sant'Anna templom mellett, melyet a XVI. században épített Cosimo Fanzago és melynek fedele 1798-ban beomlott. Egykor a kolostor Olaszország legnagyobbjai közé tartozott, méreteit városkerületekhez lehetett hasonlítani. Az 1930-as évek városrendezései során például a kolostor egy részét beépítették az új postahivatalba. A templomot ma is használják. A belső udvar és a kolostorépületek egy részét a rendőrség (Carabinieri) használja.

## Látnivalók
A templom előcsarnokában áll a nagy római építész, Domenico Fontana sírja. A templombelsőt kétoldalt kápolnasor szegélyezi ezek közül a legszebbek a bejárathoz közeliek. A bal oldali kápolnát Antonio Rossellino és Benedetto da Majano 1475-ből származó domborművei díszítik. A jobb oldali kápolnában áll Benedetto da Majano 1489 faragott márványoltára. A jobb oldali kápolnasor végén, a kereszthajóban áll Guido Mazzoni híres szobra a Pieta, melyet a mester 1492-ben faragott. A régi sekrestyét Giorgio Vasari freskói díszítik.